# Sebastian Rudy
Pour les articles homonymes, voir Rudy.
Sebastian Rudy, né le 28 février 1990 à Villingen-Schwenningen, est un footballeur international allemand qui évolue au poste de milieu de terrain.

## Biographie

### En club

#### VfB Stuttgart (2003-2010)
Formé au VfB Stuttgart qu'il a rejoint en 2003, Sebastian Rudy fait ses débuts en Regionalliga Süd avec l'équipe réserve en novembre 2007. Il signe un contrat professionnel avec le club à l'été 2008 et apparaît pour la première fois en équipe première lors d'un match de Coupe d'Allemagne, contre Lüneburg le 10 août 2008. Lors de la saison 2008/2009, il dispute son premier match de Bundesliga le 13 septembre 2008, contre Hoffenheim, puis son premier match de Coupe d'Europe contre le CM Varna en Ligue Europa, le 2 octobre 2008. Ces performances lui valent de recevoir la Médaille d'argent Fritz Walter qui récompense les meilleurs jeunes joueurs allemands. Lors de la saison 2008/2009, il apparaît plus régulièrement en équipe première et participe à la Ligue des Champions. C'est lors d'un match de cette compétition qu'il inscrit son premier but professionnel, contre les Glasgow Rangers, le 24 novembre 2009. 

#### TSG Hoffenheim (2010-2017)
Le 23 août 2010, Sebastian Rudy s'engage avec 1899 Hoffenheim pour la somme de 4 000 000 €. Il joue pendant sept saisons à Hoffenheim, disputant 195 matchs de championnat, marquant 11 buts et s'imposant comme le capitaine de l'équipe.

#### Bayern Munich (2017-2018)
Le 1er juillet 2017, Sebastian Rudy signe un contrat de trois ans avec le Bayern Munich. C'est au sein du club bavarois que Rudy remporte le premier titre de sa carrière : la Bundesliga 2018. 

#### Schalke 04 (depuis 2018)
Le 27 août 2018, il signe un contrat au FC Schalke 04 jusqu'en 2022.

### En sélection
Sebastian Rudy fait partie à compter de 2007, des sélections allemandes de jeunes.
Avec les moins de 17 ans, il participe à la Coupe du monde des moins de 17 ans en 2007. Lors du mondial junior organisé en Corée du Sud, il joue six matchs. Il s'illustre en marquant un but contre l'Angleterre en quart de finale. L'Allemagne se classe troisième du mondial, en battant le Ghana lors de l'ultime match.
Avec les espoirs allemands, il participe au championnat d'Europe espoirs en 2013. Lors de cette compétition organisée en Israël, il joue trois matchs. Il se met en évidence en inscrivant deux buts, contre les Pays-Bas et la Russie.
Le 13 mai 2014, il reçoit sa première sélection avec l'équipe d'Allemagne contre la Pologne (score : 0-0 à Hambourg). Malgré des convocations régulières en sélection, il n'est retenu ni pour la Coupe du monde 2014, ni pour l'Euro 2016, mais en revanche se voit retenu pour la Coupe des confédérations 2017, qu'il remporte. Rudy joue cinq matchs lors de la Coupe des confédérations.
Il inscrit son premier but en équipe nationale le 5 octobre 2017, contre l'Irlande du Nord, lors des éliminatoires du mondial 2018 (victoire 1-3 à Belfast). En 2018, il est retenu pour disputer la Coupe du monde 2018 organisée en Russie. Il réalise ses débuts lors du second match contre la Suède, mais se voit contraint de sortir après 25 minutes de jeu, après s'être fait casser le nez.

## Statistiques
| Saison                | Club                  | Championnat           | Championnat | Championnat | Coupe(s) nationale(s) | Coupe(s) nationale(s) | Supercoupe | Supercoupe | Compétition(s) continentale(s) | Compétition(s) continentale(s) | Compétition(s) continentale(s) | Total | Total |
| Saison                | Club                  | Division              | M.          | B.          | M.                    | B.                    | M.         | B.         | Comp.                          | M.                             | B.                             | M.    | B.    |
| 2008-2009             | VfB Stuttgart         | Bundesliga            | 2           | 0           | 1                     | 0                     | -          | -          | C3                             | 2                              | 0                              | 5     | 0     |
| 2009-2010             | VfB Stuttgart         | Bundesliga            | 13          | 0           | 2                     | 0                     | -          | -          | C1                             | 6                              | 1                              | 21    | 1     |
| 2010-2011             | VfB Stuttgart         | Bundesliga            | -           | -           | 1                     | 0                     | -          | -          | C3                             | 2                              | 1                              | 3     | 1     |
| Sous-total            | Sous-total            | Sous-total            | 15          | 0           | 4                     | 0                     | -          | -          | -                              | 10                             | 2                              | 29    | 2     |
| 2010-2011             | TSG Hoffenheim        | Bundesliga            | 32          | 1           | 3                     | 0                     | -          | -          | -                              | -                              | -                              | 35    | 1     |
| 2011-2012             | TSG Hoffenheim        | Bundesliga            | 28          | 0           | 1                     | 0                     | -          | -          | -                              | -                              | -                              | 29    | 0     |
| 2012-2013             | TSG Hoffenheim        | Bundesliga            | 23+2        | 0+0         | 1                     | 0                     | -          | -          | -                              | -                              | -                              | 26    | 0     |
| 2013-2014             | TSG Hoffenheim        | Bundesliga            | 27          | 2           | 3                     | 0                     | -          | -          | -                              | -                              | -                              | 30    | 2     |
| 2014-2015             | TSG Hoffenheim        | Bundesliga            | 29          | 4           | 4                     | 0                     | -          | -          | -                              | -                              | -                              | 33    | 4     |
| 2015-2016             | TSG Hoffenheim        | Bundesliga            | 24          | 2           | 1                     | 0                     | -          | -          | -                              | -                              | -                              | 25    | 2     |
| 2016-2017             | TSG Hoffenheim        | Bundesliga            | 32          | 2           | 2                     | 1                     | -          | -          | -                              | -                              | -                              | 34    | 3     |
| 2019-2020             | TSG Hoffenheim (prêt) | Bundesliga            | 32          | 1           | 3                     | 0                     | -          | -          | -                              | -                              | -                              | 35    | 1     |
| 2020-2021             | TSG Hoffenheim (prêt) | Bundesliga            | 25          | 1           | 1                     | 0                     | -          | -          | C3                             | 7                              | 0                              | 33    | 1     |
| 2021-2022             | TSG Hoffenheim        | Bundesliga            | 21          | 3           | 3                     | 0                     | -          | -          | -                              | -                              | -                              | 24    | 3     |
| 2022-2023             | TSG Hoffenheim        | Bundesliga            | 21          | 0           | 1                     | 0                     | -          | -          | -                              | -                              | -                              | 22    | 0     |
| Sous-total            | Sous-total            | Sous-total            | 296         | 16          | 23                    | 1                     | -          | -          | -                              | 7                              | 0                              | 326   | 17    |
| 2017-2018             | Bayern Munich         | Bundesliga            | 25          | 1           | 4                     | 0                     | 1          | 0          | C1                             | 5                              | 0                              | 35    | 1     |
| Sous-total            | Sous-total            | Sous-total            | 25          | 1           | 4                     | 0                     | 1          | 0          | -                              | 5                              | 0                              | 35    | 1     |
| 2018-2019             | Schalke 04            | Bundesliga            | 21          | 0           | 3                     | 0                     | -          | -          | C1                             | 4                              | 0                              | 28    | 0     |
| 2020-2021             | Schalke 04            | Bundesliga            | 3           | 0           | -                     | -                     | -          | -          | -                              | -                              | -                              | 3     | 0     |
| Sous-total            | Sous-total            | Sous-total            | 24          | 0           | 3                     | 0                     | -          | -          | -                              | 4                              | 0                              | 31    | 0     |
| Total sur la carrière | Total sur la carrière | Total sur la carrière | 356         | 17          | 34                    | 1                     | 1          | 0          | -                              | 26                             | 2                              | 417   | 20    |

## Palmarès
| Bayern Munich (3)                                                                                       | Allemagne (1)                                     |
| --- | ------------------------------------------------- |
| - Championnat d'Allemagne (1) - Champion : 2018 - Supercoupe d'Allemagne (2) - Vainqueur : 2017 et 2018 | - Coupe des confédérations (1) - Vainqueur : 2017 |

### Récompenses individuelles
Sebastian Rudy reçoit la Médaille Fritz Walter en 2008. Cette distinction est remise annuellement par la Fédération allemande de football (DFB) aux meilleurs jeunes footballeurs allemands de l'année dans diverses catégories, Sebastian Rudy étant alors nommé deuxième meilleur jeune joueur de moins de 18 ans derrière Toni Kroos.